# Campeonato Mundial Feminino de Curling de 2018
O Campeonato Mundial Feminino de Curling de 2018, denominado de Campeonato Mundial Feminino de Curling Ford de 2018 por motivos de patrocínio, foi um torneio de seleções femininas de curling disputado na arena North Bay Memorial Gardens em North Bay (Ontário), Canadá. O formato do torneio foi alterado neste ano, com 13 equipes participando do torneio (em oposição a 12 nos anos anteriores), com as 6 melhores equipes da primeira fase avançando para a fase eliminatória (ao invés de 4). O sistema de eliminatória adotado foi de eliminação simples, onde os dois primeiros times avançam diretamente às semifinais, enquanto que os quatro restantes jogaram uma fase preliminar.
O evento foi vencido pela equipe capitaneada por Jennifer Jones de Winnipeg, o segundo título mundial das medalhistas olímpicas de 2014. Fora do gelo, o evento foi um sucesso e estabeleceu um recorde de público para o campeonato mundial feminino realizado no Canadá. Jennifer Jones elogiou a participação do público, dizendo que ela nunca havia jogado em uma arena tão barulhenta.

## Qualificação
As seguintes equipes se classificaram para participar do Mundial de Curling de 2018:
- Canadá (país-sede)
- Uma equipe das Américas
  -  Estados Unidos

- Oito equipes do Campeonato Europeu de Curling de 2017
  -  Chéquia
  -  Dinamarca
  -  Alemanha
  -  Itália
  -  Rússia
  -  Escócia
  -  Suécia
  -  Suíça

- Três equipes do Campeonato Pacífico-Ásia de Curling de 2017
  -  China
  -  Japão
  -  Coreia do Sul

## Equipes participantes
As equipes participantes são as seguintes:
| Canadá | China | Chéquia | Dinamarca | Alemanha |
| --- | --- | --- | --- | --- |
| St. Vital CC, Winnipeg Capitã: Jennifer Jones Terceira: Kaitlyn Lawes Segunda: Jill Officer Primeira: Dawn McEwen Reserva: Shannon Birchard                                                  | Harbin CC, Harbin Capitã: Jiang Yilun Terceira: Wang Rui Segunda: Jiang Xindi Primeira: Yan Hui Reserva: Yao Mingyue | CC Sokol Liboc, Praga Capitã: Anna Kubešková Terceira: Alžběta Baudyšová Segunda: Tereza Plíšková Primeira: Klára Svatoňová Reserva: Ezhen Kolchevskaia                              | Tårnby CC, Tårnby Capitã: Angelina Jensen Terceira: Christine Grønbech Segunda: Camilla Skårberg Jensen Primeira: Lina Knudsen Reserva: Ivana Bratic                                                                                     | CC Füssen, Füssen Capitã: Daniela Jentsch Terceira: Emira Abbes Segunda: Analena Jentsch Primeira: Pia-Lisa Schöll Alternate Josephine Obermann |
| Itália | Japão | Rússia | Escócia | Coreia do Sul |
| CC Dolomiti Fontel, Cortina d'Ampezzo & SC Pinerolo, Pinerolo Capitã: Diana Gaspari Terceira: Veronica Zappone Segunda: Stefania Constantini Primeira: Angela Romei Reserva: Chiara Olivieri | Yamanashi CA, Yamanashi, Kanagawa CA, Kanagawa & Sapporo Dogin CS, Sapporo Capitã: Tori Koana Terceira: Kaho Onodera Segunda: Mao Ishigaki Primeira: Arisa Kotani Reserva: Yuna Kotani                                                       | CC Adamant, São Petersburgo, Ice Cube & Sochi CC, Sóchi Capitã: Victoria Moiseeva Terceira: Yulia Portunova Segunda: Galina Arsenkina Primeira: Julia Guzieva Reserva: Anna Sidorova | Lochmaben Castle CC, Lockerbie, Carrington CC, Edimburgo, Corrie CC & Leswalt CC, Stranraer & Holywood CC, Dumfries Capitã: Hannah Fleming Terceira: Jennifer Dodds Segunda: Alice Spence Primeira: Vicky Wright Reserva: Sophie Jackson | Uiseong CC, Uiseong Capitã: Kim Eun-jung Terceira: Kim Kyeong-ae Segunda: Kim Seon-yeong Primeira: Kim Yeong-mi Reserva: Kim Cho-hi             |
| Suécia | Suíça | Estados Unidos | | |
| Sundbybergs CK, Sundbyberg Capitã: Anna Hasselborg Terceira: Sara McManus Segunda: Agnes Knochenhauer Primeira: Sofia Mabergs Reserva: Jennie Wåhlin                                         | CC Flims, Flims, Grasshopper Club, Zurique, CC Grindelwald, Grindelwald, CC Langenthal, Langenthal & CC Zug, Zug Capitã: Binia Feltscher Terceira: Irene Schori Segunda: Franziska Kaufmann Primeira: Carole Howald Reserva: Raphaela Keiser | Saint Paul CC, Saint Paul & Fairbanks CC, Fairbanks Capitã: Jamie Sinclair Terceira: Alexandra Carlson Segunda: Vicky Persinger Primeira: Monica Walker Reserva: Jenna Martin        | | |

### Rankingdo WCT
Ranking do World Curling Tour, ordem de classificação de mérito para cada time antes do evento.
| Equipes (Capitã)          | Pos. | Pontos |
| ------------------------- | ---- | ------ |
| Canadá (Jones)            | 1    | 436.06 |
| Suécia (Hasselborg)       | 2    | 435.27 |
| Coreia do Sul (Kim)       | 8    | 251.42 |
| Estados Unidos (Sinclair) | 11   | 233.94 |
| Suíça (Feltscher)         | 15   | 215.45 |
| Rússia (Moiseeva)         | 19   | 183.64 |
| Escócia (Fleming)         | 27   | 117.05 |
| Chéquia (Kubešková)       | 48   | 69.26  |
| Alemanha (Jentsch)        | 54   | 64.64  |
| Itália (Gaspari)          | 60   | 55.19  |
| China (Jiang)             | 105  | 23.87  |
| Japão (Koana)             | 138  | 12.43  |
| Dinamarca (Jensen)        | 161  | 9.60   |

## Fase classificatória
Na fase classificatória, as equipes enfrentam-se, classificando as seis melhores.

### Classificação
| Legenda | Legenda                        |
| ------- | ------------------------------ |
|         | Classificados para os Playoffs |

| Equipes        | Capitãs           | V  | D  | PF  | PA | V (Ends) | L (Ends) | Ends zerados | Ends quebrados | Pct. | DSC   |
| -------------- | ----------------- | -- | -- | --- | -- | -------- | -------- | ------------ | -------------- | ---- | ----- |
| Canadá         | Jennifer Jones    | 12 | 0  | 102 | 54 | 52       | 43       | 4            | 14             | 85%  | 21.72 |
| Suécia         | Anna Hasselborg   | 10 | 2  | 82  | 59 | 49       | 38       | 11           | 13             | 88%  | 30.32 |
| Coreia do Sul  | Kim Eun-jung      | 8  | 4  | 79  | 59 | 42       | 35       | 2            | 17             | 82%  | 43.45 |
| Rússia         | Victoria Moiseeva | 7  | 5  | 83  | 60 | 48       | 40       | 10           | 14             | 84%  | 24.44 |
| Chéquia        | Anna Kubešková    | 6  | 6  | 75  | 75 | 38       | 39       | 9            | 6              | 79%  | 62.09 |
| Estados Unidos | Jamie Sinclair    | 6  | 6  | 78  | 67 | 52       | 45       | 11           | 14             | 84%  | 34.97 |
| China          | Jiang Yilun       | 6  | 6  | 76  | 93 | 43       | 48       | 5            | 8              | 77%  | 61.42 |
| Suíça          | Binia Feltscher   | 5  | 7  | 64  | 78 | 42       | 43       | 9            | 9              | 78%  | 42.26 |
| Escócia        | Hannah Fleming    | 5  | 7  | 67  | 76 | 43       | 42       | 6            | 15             | 77%  | 59.92 |
| Japão          | Tori Koana        | 5  | 7  | 72  | 82 | 45       | 43       | 7            | 8              | 79%  | 39.62 |
| Dinamarca      | Angelina Jensen   | 3  | 9  | 63  | 95 | 40       | 53       | 3            | 10             | 75%  | 64.46 |
| Alemanha       | Daniela Jentsch   | 3  | 9  | 59  | 79 | 36       | 48       | 13           | 5              | 77%  | 68.4  |
| Itália         | Diana Gaspari     | 2  | 10 | 59  | 90 | 41       | 51       | 10           | 13             | 76%  | 49.27 |

### Resultados
Todas as partidas seguem o horário local (UTC-4).
Primeira rodada
Sábado, 17 de março, 14:00
| Pista A           | LSFE    | 1 | 2 | 3 | 4 | 5 | 6 | 7 | 8 | 9 | 10 | Final |
| ----------------- | ------- | - | - | - | - | - | - | - | - | - | -- | ----- |
| Suíça (Feltscher) |         | 0 | 0 | 0 | 0 | 1 | 0 | 2 | 0 | 2 | 0  | 5     |
| China (Jiang)     | Martelo | 0 | 0 | 0 | 0 | 0 | 3 | 0 | 2 | 0 | 1  | 6     |

| Pista B           | LSFE    | 1 | 2 | 3 | 4 | 5 | 6 | 7 | 8 | 9 | 10 | Final |
| ----------------- | ------- | - | - | - | - | - | - | - | - | - | -- | ----- |
| Rússia (Moiseeva) | Martelo | 1 | 0 | 2 | 0 | 2 | 0 | 0 | 1 | 0 | 2  | 8     |
| Escócia (Fleming) |         | 0 | 2 | 0 | 1 | 0 | 1 | 0 | 0 | 0 | 0  | 4     |

| Pista C             | LSFE    | 1 | 2 | 3 | 4 | 5 | 6 | 7 | 8 | 9 | 10 | Final |
| ------------------- | ------- | - | - | - | - | - | - | - | - | - | -- | ----- |
| Chéquia (Kubešková) |         | 0 | 0 | 3 | 0 | 1 | 0 | 1 | X | X | X  | 5     |
| Canadá (Jones)      | Martelo | 4 | 2 | 0 | 4 | 0 | 1 | 0 | X | X | X  | 11    |

| Pista D             | LSFE    | 1 | 2 | 3 | 4 | 5 | 6 | 7 | 8 | 9 | 10 | Final |
| ------------------- | ------- | - | - | - | - | - | - | - | - | - | -- | ----- |
| Coreia do Sul (Kim) |         | 0 | 0 | 2 | 0 | 4 | 2 | 0 | X | X | X  | 8     |
| Alemanha (Jentsch)  | Martelo | 0 | 1 | 0 | 1 | 0 | 0 | 1 | X | X | X  | 3     |

Segunda rodada
Sábado, 17 de março, 19:00
| Pista A             | LSFE    | 1 | 2 | 3 | 4 | 5 | 6 | 7 | 8 | 9 | 10 | Final |
| ------------------- | ------- | - | - | - | - | - | - | - | - | - | -- | ----- |
| Suécia (Hasselborg) | Martelo | 0 | 2 | 1 | 0 | 2 | 2 | 1 | X | X | X  | 8     |
| Dinamarca (Jensen)  |         | 1 | 0 | 0 | 1 | 0 | 0 | 0 | X | X | X  | 2     |

| Pista B                   | LSFE    | 1 | 2 | 3 | 4 | 5 | 6 | 7 | 8 | 9 | 10 | Final |
| ------------------------- | ------- | - | - | - | - | - | - | - | - | - | -- | ----- |
| Estados Unidos (Sinclair) | Martelo | 0 | 0 | 3 | 2 | 1 | 2 | 0 | X | X | X  | 8     |
| Itália (Gaspari)          |         | 0 | 0 | 0 | 0 | 0 | 0 | 1 | X | X | X  | 1     |

| Pista C            | LSFE    | 1 | 2 | 3 | 4 | 5 | 6 | 7 | 8 | 9 | 10 | Final |
| ------------------ | ------- | - | - | - | - | - | - | - | - | - | -- | ----- |
| Alemanha (Jentsch) | Martelo | 0 | 0 | 0 | 2 | 0 | 0 | 2 | 0 | 1 | 0  | 5     |
| Japão (Koana)      |         | 0 | 1 | 1 | 0 | 1 | 0 | 0 | 1 | 0 | 2  | 6     |

| Pista D           | LSFE    | 1 | 2 | 3 | 4 | 5 | 6 | 7 | 8 | 9 | 10 | Final |
| ----------------- | ------- | - | - | - | - | - | - | - | - | - | -- | ----- |
| Suíça (Feltscher) |         | 0 | 1 | 1 | 0 | 1 | 0 | 1 | 0 | 1 | 0  | 5     |
| Canadá (Jones)    | Martelo | 1 | 0 | 0 | 2 | 0 | 1 | 0 | 3 | 0 | 3  | 10    |

Terceira rodada
Domingo, 18 de março, 09:00
| Pista A             | LSFE    | 1 | 2 | 3 | 4 | 5 | 6 | 7 | 8 | 9 | 10 | Final |
| ------------------- | ------- | - | - | - | - | - | - | - | - | - | -- | ----- |
| Coreia do Sul (Kim) |         | 0 | 1 | 1 | 0 | 1 | 0 | 0 | 1 | 4 | X  | 8     |
| Chéquia (Kubešková) | Martelo | 0 | 0 | 0 | 1 | 0 | 0 | 4 | 0 | 0 | X  | 5     |

| Pista B             | LSFE    | 1 | 2 | 3 | 4 | 5 | 6 | 7 | 8 | 9 | 10 | Final |
| ------------------- | ------- | - | - | - | - | - | - | - | - | - | -- | ----- |
| Suécia (Hasselborg) | Martelo | 2 | 0 | 1 | 0 | 2 | 0 | 5 | X | X | X  | 10    |
| China (Jiang)       |         | 0 | 1 | 0 | 1 | 0 | 1 | 0 | X | X | X  | 3     |

| Pista C           | LSFE    | 1 | 2 | 3 | 4 | 5 | 6 | 7 | 8 | 9 | 10 | 11 | Final |
| ----------------- | ------- | - | - | - | - | - | - | - | - | - | -- | -- | ----- |
| Itália (Gaspari)  | Martelo | 0 | 0 | 2 | 0 | 2 | 0 | 0 | 0 | 1 | 1  | 1  | 7     |
| Escócia (Fleming) |         | 0 | 1 | 0 | 2 | 0 | 1 | 1 | 1 | 0 | 0  | 0  | 6     |

| Pista D                   | LSFE    | 1 | 2 | 3 | 4 | 5 | 6 | 7 | 8 | 9 | 10 | Final |
| ------------------------- | ------- | - | - | - | - | - | - | - | - | - | -- | ----- |
| Estados Unidos (Sinclair) |         | 0 | 0 | 0 | 3 | 0 | 0 | 1 | 0 | 1 | 0  | 5     |
| Rússia (Moiseeva)         | Martelo | 0 | 2 | 1 | 0 | 1 | 1 | 0 | 1 | 0 | 2  | 8     |

Quarta rodada
Domingo, 18 de março, 14:00
| Pista A                   | LSFE    | 1 | 2 | 3 | 4 | 5 | 6 | 7 | 8 | 9 | 10 | Final |
| ------------------------- | ------- | - | - | - | - | - | - | - | - | - | -- | ----- |
| Escócia (Fleming)         | Martelo | 0 | 2 | 0 | 1 | 0 | 1 | 0 | 0 | 2 | 0  | 6     |
| Estados Unidos (Sinclair) |         | 0 | 0 | 2 | 0 | 3 | 0 | 0 | 1 | 0 | 2  | 8     |

| Pista B            | LSFE    | 1 | 2 | 3 | 4 | 5 | 6 | 7 | 8 | 9 | 10 | Final |
| ------------------ | ------- | - | - | - | - | - | - | - | - | - | -- | ----- |
| Japão (Koana)      | Martelo | 2 | 0 | 1 | 1 | 1 | 0 | 4 | X | X | X  | 9     |
| Dinamarca (Jensen) |         | 0 | 0 | 0 | 0 | 0 | 2 | 0 | X | X | X  | 2     |

| Pista C           | LSFE    | 1 | 2 | 3 | 4 | 5 | 6 | 7 | 8 | 9 | 10 | Final |
| ----------------- | ------- | - | - | - | - | - | - | - | - | - | -- | ----- |
| Rússia (Moiseeva) | Martelo | 0 | 5 | 1 | 0 | 1 | 0 | 0 | 0 | 1 | X  | 8     |
| Suíça (Feltscher) |         | 1 | 0 | 0 | 1 | 0 | 0 | 1 | 1 | 0 | X  | 4     |

| Pista D             | LSFE    | 1 | 2 | 3 | 4 | 5 | 6 | 7 | 8 | 9 | 10 | Final |
| ------------------- | ------- | - | - | - | - | - | - | - | - | - | -- | ----- |
| Itália (Gaspari)    |         | 0 | 0 | 0 | 0 | 0 | 1 | 0 | X | X | X  | 1     |
| Suécia (Hasselborg) | Martelo | 0 | 1 | 1 | 3 | 3 | 0 | 1 | X | X | X  | 9     |

Quinta rodada
Domingo, 18 de março, 19:00
| Pista A           | LSFE    | 1 | 2 | 3 | 4 | 5 | 6 | 7 | 8 | 9 | 10 | Final |
| ----------------- | ------- | - | - | - | - | - | - | - | - | - | -- | ----- |
| Japão (Koana)     | Martelo | 1 | 0 | 0 | 2 | 0 | 1 | 0 | 1 | 0 | 1  | 6     |
| Suíça (Feltscher) |         | 0 | 1 | 2 | 0 | 1 | 0 | 2 | 0 | 1 | 0  | 7     |

| Pista B            | LSFE    | 1 | 2 | 3 | 4 | 5 | 6 | 7 | 8 | 9 | 10 | Final |
| ------------------ | ------- | - | - | - | - | - | - | - | - | - | -- | ----- |
| Alemanha (Jentsch) |         | 0 | 0 | 1 | 0 | 0 | 0 | X | X | X | X  | 1     |
| Canadá (Jones)     | Martelo | 2 | 0 | 0 | 0 | 4 | 2 | X | X | X | X  | 8     |

| Pista C             | LSFE    | 1 | 2 | 3 | 4 | 5 | 6 | 7 | 8 | 9 | 10 | Final |
| ------------------- | ------- | - | - | - | - | - | - | - | - | - | -- | ----- |
| Dinamarca (Jensen)  |         | 0 | 0 | 0 | 3 | 0 | 1 | 0 | 0 | 1 | X  | 5     |
| Coreia do Sul (Kim) | Martelo | 0 | 0 | 1 | 0 | 1 | 0 | 3 | 2 | 0 | X  | 7     |

| Pista D             | LSFE    | 1 | 2 | 3 | 4 | 5 | 6 | 7 | 8 | 9 | 10 | Final |
| ------------------- | ------- | - | - | - | - | - | - | - | - | - | -- | ----- |
| Chéquia (Kubešková) | Martelo | 0 | 2 | 0 | 1 | 0 | 4 | 0 | 0 | 3 | X  | 10    |
| China (Jiang)       |         | 0 | 0 | 1 | 0 | 2 | 0 | 1 | 1 | 0 | X  | 5     |

Sexta rodada
Segunda-feira, 19 de março, 09:00
| Pista B           | LSFE    | 1 | 2 | 3 | 4 | 5 | 6 | 7 | 8 | 9 | 10 | Final |
| ----------------- | ------- | - | - | - | - | - | - | - | - | - | -- | ----- |
| Itália (Gaspari)  | Martelo | 0 | 1 | 0 | 0 | 4 | 0 | 0 | 0 | 0 | 1  | 6     |
| Rússia (Moiseeva) |         | 0 | 0 | 2 | 2 | 0 | 0 | 0 | 1 | 0 | 0  | 5     |

| Pista C                   | LSFE    | 1 | 2 | 3 | 4 | 5 | 6 | 7 | 8 | 9 | 10 | Final |
| ------------------------- | ------- | - | - | - | - | - | - | - | - | - | -- | ----- |
| Suécia (Hasselborg)       | Martelo | 0 | 1 | 2 | 1 | 0 | 0 | 1 | 0 | 1 | X  | 6     |
| Estados Unidos (Sinclair) |         | 0 | 0 | 0 | 0 | 2 | 0 | 0 | 2 | 0 | X  | 4     |

Sétima rodada
Segunda-feira, 19 de março, 14:00
| Pista A            | LSFE    | 1 | 2 | 3 | 4 | 5 | 6 | 7 | 8 | 9 | 10 | 11 | Final |
| ------------------ | ------- | - | - | - | - | - | - | - | - | - | -- | -- | ----- |
| Dinamarca (Jensen) | Martelo | 0 | 1 | 0 | 1 | 1 | 0 | 1 | 0 | 0 | 1  | 1  | 6     |
| Alemanha (Jentsch) |         | 0 | 0 | 2 | 0 | 0 | 1 | 0 | 1 | 1 | 0  | 0  | 5     |

| Pista B             | LSFE    | 1 | 2 | 3 | 4 | 5 | 6 | 7 | 8 | 9 | 10 | Final |
| ------------------- | ------- | - | - | - | - | - | - | - | - | - | -- | ----- |
| Escócia (Fleming)   |         | 0 | 0 | 3 | 0 | 1 | 0 | 0 | X | X | X  | 4     |
| Chéquia (Kubešková) | Martelo | 4 | 2 | 0 | 1 | 0 | 3 | 1 | X | X | X  | 11    |

| Pista C        | LSFE    | 1 | 2 | 3 | 4 | 5 | 6 | 7 | 8 | 9 | 10 | Final |
| -------------- | ------- | - | - | - | - | - | - | - | - | - | -- | ----- |
| Canadá (Jones) |         | 0 | 1 | 0 | 0 | 1 | 3 | 0 | 0 | 2 | 2  | 9     |
| China (Jiang)  | Martelo | 1 | 0 | 2 | 0 | 0 | 0 | 1 | 1 | 0 | 0  | 5     |

| Pista D                   | LSFE    | 1 | 2 | 3 | 4 | 5 | 6 | 7 | 8 | 9 | 10 | 11 | Final |
| ------------------------- | ------- | - | - | - | - | - | - | - | - | - | -- | -- | ----- |
| Japão (Koana)             |         | 0 | 0 | 4 | 0 | 0 | 0 | 1 | 0 | 1 | 0  | 1  | 7     |
| Estados Unidos (Sinclair) | Martelo | 1 | 0 | 0 | 2 | 0 | 0 | 0 | 1 | 0 | 2  | 0  | 6     |

Oitava rodada
Segunda-feira, 19 de março, 19:00
| Pista A           | LSFE    | 1 | 2 | 3 | 4 | 5 | 6 | 7 | 8 | 9 | 10 | Final |
| ----------------- | ------- | - | - | - | - | - | - | - | - | - | -- | ----- |
| China (Jiang)     |         | 0 | 0 | 1 | 1 | 0 | 1 | 0 | 1 | 0 | 4  | 8     |
| Rússia (Moiseeva) | Martelo | 0 | 2 | 0 | 0 | 1 | 0 | 2 | 0 | 2 | 0  | 7     |

| Pista B             | LSFE    | 1 | 2 | 3 | 4 | 5 | 6 | 7 | 8 | 9 | 10 | Final |
| ------------------- | ------- | - | - | - | - | - | - | - | - | - | -- | ----- |
| Coreia do Sul (Kim) | Martelo | 0 | 0 | 0 | 2 | 0 | 2 | 0 | 2 | 0 | 1  | 7     |
| Suécia (Hasselborg) |         | 3 | 0 | 2 | 0 | 1 | 0 | 2 | 0 | 1 | 0  | 9     |

| Pista C             | LSFE    | 1 | 2 | 3 | 4 | 5 | 6 | 7 | 8 | 9 | 10 | 11 | Final |
| ------------------- | ------- | - | - | - | - | - | - | - | - | - | -- | -- | ----- |
| Chéquia (Kubešková) | Martelo | 1 | 0 | 2 | 0 | 0 | 2 | 1 | 1 | 0 | 0  | 4  | 11    |
| Itália (Gaspari)    |         | 0 | 2 | 0 | 1 | 2 | 0 | 0 | 0 | 1 | 1  | 0  | 7     |

| Pista D           | LSFE    | 1 | 2 | 3 | 4 | 5 | 6 | 7 | 8 | 9 | 10 | Final |
| ----------------- | ------- | - | - | - | - | - | - | - | - | - | -- | ----- |
| Escócia (Fleming) | Martelo | 0 | 1 | 0 | 0 | 0 | 1 | 0 | X | X | X  | 2     |
| Suíça (Feltscher) |         | 0 | 0 | 3 | 0 | 3 | 0 | 4 | X | X | X  | 10    |

Nona rodada
Terça-feira, 20 de março, 09:00
| Pista A             | LSFE    | 1 | 2 | 3 | 4 | 5 | 6 | 7 | 8 | 9 | 10 | 11 | Final |
| ------------------- | ------- | - | - | - | - | - | - | - | - | - | -- | -- | ----- |
| Itália (Gaspari)    |         | 0 | 1 | 0 | 0 | 0 | 1 | 1 | 2 | 1 | 1  | 0  | 7     |
| Coreia do Sul (Kim) | Martelo | 2 | 0 | 3 | 0 | 2 | 0 | 0 | 0 | 0 | 0  | 1  | 8     |

| Pista B       | LSFE    | 1 | 2 | 3 | 4 | 5 | 6 | 7 | 8 | 9 | 10 | Final |
| ------------- | ------- | - | - | - | - | - | - | - | - | - | -- | ----- |
| China (Jiang) |         | 1 | 0 | 3 | 0 | 3 | 0 | 4 | X | X | X  | 11    |
| Japão (Koana) | Martelo | 0 | 2 | 0 | 1 | 0 | 1 | 0 | X | X | X  | 4     |

| Pista C            | LSFE    | 1 | 2 | 3 | 4 | 5 | 6 | 7 | 8 | 9 | 10 | Final |
| ------------------ | ------- | - | - | - | - | - | - | - | - | - | -- | ----- |
| Escócia (Fleming)  |         | 0 | 2 | 1 | 1 | 3 | 0 | 0 | 1 | 0 | X  | 8     |
| Alemanha (Jentsch) | Martelo | 2 | 0 | 0 | 0 | 0 | 0 | 1 | 0 | 2 | X  | 5     |

| Pista D            | LSFE    | 1 | 2 | 3 | 4 | 5 | 6 | 7 | 8 | 9 | 10 | Final |
| ------------------ | ------- | - | - | - | - | - | - | - | - | - | -- | ----- |
| Canadá (Jones)     | Martelo | 2 | 0 | 0 | 2 | 0 | 2 | 0 | 4 | X | X  | 10    |
| Dinamarca (Jensen) |         | 0 | 1 | 1 | 0 | 2 | 0 | 1 | 0 | X | X  | 5     |

Décima rodada
Terça-feira, 20 de março, 14:00
| Pista A             | LSFE    | 1 | 2 | 3 | 4 | 5 | 6 | 7 | 8 | 9 | 10 | Final |
| ------------------- | ------- | - | - | - | - | - | - | - | - | - | -- | ----- |
| Chéquia (Kubešková) |         | 0 | 0 | 0 | 0 | 2 | 0 | 2 | 0 | 2 | X  | 6     |
| Suécia (Hasselborg) | Martelo | 0 | 0 | 2 | 3 | 0 | 1 | 0 | 2 | 0 | X  | 8     |

| Pista B                   | LSFE    | 1 | 2 | 3 | 4 | 5 | 6 | 7 | 8 | 9 | 10 | Final |
| ------------------------- | ------- | - | - | - | - | - | - | - | - | - | -- | ----- |
| Estados Unidos (Sinclair) | Martelo | 1 | 0 | 2 | 1 | 0 | 1 | 0 | 2 | 0 | X  | 7     |
| Suíça (Feltscher)         |         | 0 | 1 | 0 | 0 | 2 | 0 | 1 | 0 | 1 | X  | 5     |

| Pista C           | LSFE    | 1 | 2 | 3 | 4 | 5 | 6 | 7 | 8 | 9 | 10 | Final |
| ----------------- | ------- | - | - | - | - | - | - | - | - | - | -- | ----- |
| Japão (Koana)     | Martelo | 0 | 0 | 0 | 1 | 0 | 0 | 2 | 0 | 1 | X  | 4     |
| Rússia (Moiseeva) |         | 0 | 1 | 2 | 0 | 2 | 0 | 0 | 2 | 0 | X  | 7     |

| Pista D            | LSFE    | 1 | 2 | 3 | 4 | 5 | 6 | 7 | 8 | 9 | 10 | 11 | Final |
| ------------------ | ------- | - | - | - | - | - | - | - | - | - | -- | -- | ----- |
| Alemanha (Jentsch) |         | 0 | 0 | 1 | 2 | 0 | 0 | 2 | 0 | 2 | 0  | 3  | 10    |
| Itália (Gaspari)   | Martelo | 1 | 1 | 0 | 0 | 0 | 1 | 0 | 2 | 0 | 2  | 0  | 7     |

Décima-primeira rodada
Terça-feira, 20 de março, 19:00
| Pista A           | LSFE    | 1 | 2 | 3 | 4 | 5 | 6 | 7 | 8 | 9 | 10 | Final |
| ----------------- | ------- | - | - | - | - | - | - | - | - | - | -- | ----- |
| Canadá (Jones)    | Martelo | 1 | 2 | 0 | 1 | 0 | 0 | 3 | 0 | 0 | 1  | 8     |
| Escócia (Fleming) |         | 0 | 0 | 2 | 0 | 3 | 1 | 0 | 0 | 0 | 0  | 6     |

| Pista B             | LSFE    | 1 | 2 | 3 | 4 | 5 | 6 | 7 | 8 | 9 | 10 | 11 | Final |
| ------------------- | ------- | - | - | - | - | - | - | - | - | - | -- | -- | ----- |
| Chéquia (Kubešková) |         | 0 | 1 | 0 | 0 | 1 | 1 | 0 | 2 | 0 | 3  | 1  | 9     |
| Dinamarca (Jensen)  | Martelo | 1 | 0 | 4 | 0 | 0 | 0 | 2 | 0 | 1 | 0  | 0  | 8     |

| Pista C             | LSFE    | 1 | 2 | 3 | 4 | 5 | 6 | 7 | 8 | 9 | 10 | Final |
| ------------------- | ------- | - | - | - | - | - | - | - | - | - | -- | ----- |
| Suíça (Feltscher)   | Martelo | 0 | 0 | 1 | 1 | 0 | 0 | 1 | 0 | 1 | 0  | 4     |
| Suécia (Hasselborg) |         | 0 | 0 | 0 | 0 | 1 | 1 | 0 | 1 | 0 | 2  | 5     |

| Pista D             | LSFE    | 1 | 2 | 3 | 4 | 5 | 6 | 7 | 8 | 9 | 10 | Final |
| ------------------- | ------- | - | - | - | - | - | - | - | - | - | -- | ----- |
| China (Jiang)       |         | 0 | 0 | 1 | 2 | 0 | 0 | X | X | X | X  | 3     |
| Coreia do Sul (Kim) | Martelo | 5 | 3 | 0 | 0 | 2 | 2 | X | X | X | X  | 12    |

Décima-segunda rodada
Quarta-feira, 21 de março, 09:00
| Pista A            | LSFE    | 1 | 2 | 3 | 4 | 5 | 6 | 7 | 8 | 9 | 10 | Final |
| ------------------ | ------- | - | - | - | - | - | - | - | - | - | -- | ----- |
| Suíça (Feltscher)  | Martelo | 0 | 1 | 0 | 0 | 0 | 2 | 2 | 1 | 0 | 1  | 7     |
| Dinamarca (Jensen) |         | 1 | 0 | 1 | 1 | 1 | 0 | 0 | 0 | 1 | 0  | 5     |

| Pista B             | LSFE    | 1 | 2 | 3 | 4 | 5 | 6 | 7 | 8 | 9 | 10 | Final |
| ------------------- | ------- | - | - | - | - | - | - | - | - | - | -- | ----- |
| Suécia (Hasselborg) | Martelo | 0 | 2 | 0 | 2 | 2 | 0 | 2 | 0 | 0 | X  | 8     |
| Alemanha (Jentsch)  |         | 0 | 0 | 1 | 0 | 0 | 2 | 0 | 0 | 1 | X  | 4     |

| Pista C                   | LSFE    | 1 | 2 | 3 | 4 | 5 | 6 | 7 | 8 | 9 | 10 | 11 | Final |
| ------------------------- | ------- | - | - | - | - | - | - | - | - | - | -- | -- | ----- |
| Estados Unidos (Sinclair) |         | 0 | 1 | 0 | 2 | 0 | 1 | 2 | 0 | 2 | 0  | 0  | 8     |
| Coreia do Sul (Kim)       | Martelo | 1 | 0 | 3 | 0 | 1 | 0 | 0 | 1 | 0 | 2  | 1  | 9     |

| Pista D           | LSFE    | 1 | 2 | 3 | 4 | 5 | 6 | 7 | 8 | 9 | 10 | Final |
| ----------------- | ------- | - | - | - | - | - | - | - | - | - | -- | ----- |
| Escócia (Fleming) | Martelo | 2 | 0 | 2 | 1 | 1 | 0 | 1 | 3 | 0 | X  | 10    |
| Japão (Koana)     |         | 0 | 2 | 0 | 0 | 0 | 3 | 0 | 0 | 2 | X  | 7     |

Décima-terceira rodada
Quarta-feira, 21 de março, 14:00
| Pista A                   | LSFE    | 1 | 2 | 3 | 4 | 5 | 6 | 7 | 8 | 9 | 10 | Final |
| ------------------------- | ------- | - | - | - | - | - | - | - | - | - | -- | ----- |
| Estados Unidos (Sinclair) | Martelo | 0 | 2 | 0 | 1 | 1 | 1 | 0 | 1 | 0 | 2  | 8     |
| China (Jiang)             |         | 0 | 0 | 1 | 0 | 0 | 0 | 2 | 0 | 1 | 0  | 4     |

| Pista B             | LSFE    | 1 | 2 | 3 | 4 | 5 | 6 | 7 | 8 | 9 | 10 | Final |
| ------------------- | ------- | - | - | - | - | - | - | - | - | - | -- | ----- |
| Canadá (Jones)      | Martelo | 0 | 1 | 0 | 2 | 0 | 0 | 2 | 1 | 2 | X  | 8     |
| Coreia do Sul (Kim) |         | 1 | 0 | 1 | 0 | 1 | 1 | 0 | 0 | 0 | X  | 4     |

| Pista C            | LSFE    | 1 | 2 | 3 | 4 | 5 | 6 | 7 | 8 | 9 | 10 | Final |
| ------------------ | ------- | - | - | - | - | - | - | - | - | - | -- | ----- |
| Itália (Gaspari)   |         | 0 | 1 | 3 | 0 | 0 | 0 | 1 | 0 | 2 | 0  | 7     |
| Dinamarca (Jensen) | Martelo | 1 | 0 | 0 | 0 | 2 | 3 | 0 | 1 | 0 | 1  | 8     |

| Pista D             | LSFE    | 1 | 2 | 3 | 4 | 5 | 6 | 7 | 8 | 9 | 10 | Final |
| ------------------- | ------- | - | - | - | - | - | - | - | - | - | -- | ----- |
| Rússia (Moiseeva)   | Martelo | 2 | 0 | 2 | 0 | 0 | 2 | 0 | 3 | 0 | X  | 9     |
| Chéquia (Kubešková) |         | 0 | 2 | 0 | 2 | 0 | 0 | 1 | 0 | 0 | X  | 5     |

Décima-quarta rodada
Quarta-feira, 21 de março, 19:00
| Pista A            | LSFE    | 1 | 2 | 3 | 4 | 5 | 6 | 7 | 8 | 9 | 10 | Final |
| ------------------ | ------- | - | - | - | - | - | - | - | - | - | -- | ----- |
| Rússia (Moiseeva)  |         | 0 | 0 | 1 | 1 | 0 | 0 | 0 | 0 | 4 | X  | 6     |
| Alemanha (Jentsch) | Martelo | 0 | 1 | 0 | 0 | 0 | 0 | 1 | 0 | 0 | X  | 2     |

| Pista B          | LSFE    | 1 | 2 | 3 | 4 | 5 | 6 | 7 | 8 | 9 | 10 | Final |
| ---------------- | ------- | - | - | - | - | - | - | - | - | - | -- | ----- |
| Japão (Koana)    |         | 0 | 2 | 0 | 1 | 0 | 4 | 0 | 0 | 0 | 1  | 8     |
| Itália (Gaspari) | Martelo | 1 | 0 | 0 | 0 | 1 | 0 | 2 | 1 | 1 | 0  | 6     |

| Pista C           | LSFE    | 1 | 2 | 3 | 4 | 5 | 6 | 7 | 8 | 9 | 10 | Final |
| ----------------- | ------- | - | - | - | - | - | - | - | - | - | -- | ----- |
| China (Jiang)     | Martelo | 0 | 0 | 3 | 0 | 0 | 1 | 2 | 0 | 1 | 0  | 7     |
| Escócia (Fleming) |         | 1 | 1 | 0 | 1 | 3 | 0 | 0 | 1 | 0 | 1  | 8     |

| Pista D             | LSFE    | 1 | 2 | 3 | 4 | 5 | 6 | 7 | 8 | 9 | 10 | Final |
| ------------------- | ------- | - | - | - | - | - | - | - | - | - | -- | ----- |
| Suécia (Hasselborg) |         | 0 | 0 | 1 | 0 | 0 | 2 | 0 | 1 | X | X  | 4     |
| Canadá (Jones)      | Martelo | 1 | 1 | 0 | 1 | 2 | 0 | 3 | 0 | X | X  | 8     |

Décima-quinta rodada
Quinta-feira, 22 de março, 09:00
| Pista A             | LSFE    | 1 | 2 | 3 | 4 | 5 | 6 | 7 | 8 | 9 | 10 | Final |
| ------------------- | ------- | - | - | - | - | - | - | - | - | - | -- | ----- |
| Suécia (Hasselborg) |         | 0 | 0 | 0 | 1 | 0 | 3 | 0 | 2 | 0 | X  | 6     |
| Japão (Koana)       | Martelo | 1 | 0 | 0 | 0 | 1 | 0 | 1 | 0 | 1 | X  | 4     |

| Pista B             | LSFE    | 1 | 2 | 3 | 4 | 5 | 6 | 7 | 8 | 9 | 10 | Final |
| ------------------- | ------- | - | - | - | - | - | - | - | - | - | -- | ----- |
| Suíça (Feltscher)   | Martelo | 1 | 0 | 0 | 1 | 0 | 1 | 0 | 3 | 0 | 0  | 6     |
| Chéquia (Kubešková) |         | 0 | 0 | 1 | 0 | 3 | 0 | 1 | 0 | 3 | 1  | 9     |

| Pista C           | LSFE    | 1 | 2 | 3 | 4 | 5 | 6 | 7 | 8 | 9 | 10 | Final |
| ----------------- | ------- | - | - | - | - | - | - | - | - | - | -- | ----- |
| Rússia (Moiseeva) |         | 0 | 1 | 0 | 1 | 1 | 0 | 3 | 0 | 1 | 0  | 7     |
| Canadá (Jones)    | Martelo | 1 | 0 | 2 | 0 | 0 | 3 | 0 | 1 | 0 | 1  | 8     |

| Pista D            | LSFE    | 1 | 2 | 3 | 4 | 5 | 6 | 7 | 8 | 9 | 10 | Final |
| ------------------ | ------- | - | - | - | - | - | - | - | - | - | -- | ----- |
| Dinamarca (Jensen) |         | 2 | 0 | 1 | 0 | 2 | 0 | 0 | 1 | 0 | 2  | 8     |
| Escócia (Fleming)  | Martelo | 0 | 2 | 0 | 1 | 0 | 1 | 1 | 0 | 2 | 0  | 7     |

Décima-sexta rodada
Quinta-feira, 22 de março, 14:00
| Pista A          | LSFE    | 1 | 2 | 3 | 4 | 5 | 6 | 7 | 8 | 9 | 10 | Final |
| ---------------- | ------- | - | - | - | - | - | - | - | - | - | -- | ----- |
| China (Jiang)    |         | 0 | 1 | 0 | 3 | 0 | 1 | 0 | 1 | 1 | X  | 7     |
| Itália (Gaspari) | Martelo | 2 | 0 | 1 | 0 | 1 | 0 | 1 | 0 | 0 | X  | 5     |

| Pista B                   | LSFE    | 1 | 2 | 3 | 4 | 5 | 6 | 7 | 8 | 9 | 10 | Final |
| ------------------------- | ------- | - | - | - | - | - | - | - | - | - | -- | ----- |
| Dinamarca (Jensen)        |         | 0 | 0 | 0 | 0 | 0 | 0 | 0 | X | X | X  | 0     |
| Estados Unidos (Sinclair) | Martelo | 0 | 0 | 2 | 1 | 1 | 1 | 1 | X | X | X  | 6     |

| Pista C             | LSFE    | 1 | 2 | 3 | 4 | 5 | 6 | 7 | 8 | 9 | 10 | 11 | Final |
| ------------------- | ------- | - | - | - | - | - | - | - | - | - | -- | -- | ----- |
| Alemanha (Jentsch)  |         | 0 | 0 | 1 | 0 | 0 | 0 | 0 | 0 | 0 | 1  | 1  | 3     |
| Chéquia (Kubešková) | Martelo | 1 | 0 | 0 | 0 | 0 | 0 | 0 | 1 | 0 | 0  | 0  | 2     |

| Pista D             | LSFE    | 1 | 2 | 3 | 4 | 5 | 6 | 7 | 8 | 9 | 10 | Final |
| ------------------- | ------- | - | - | - | - | - | - | - | - | - | -- | ----- |
| Suíça (Feltscher)   | Martelo | 3 | 0 | 0 | 0 | 0 | 0 | 1 | 0 | 2 | 2  | 8     |
| Coreia do Sul (Kim) |         | 0 | 1 | 1 | 1 | 0 | 2 | 0 | 1 | 0 | 0  | 6     |

Décima-sétima rodada
Quinta-feira, 22 de março, 19:00
| Pista A                   | LSFE    | 1 | 2 | 3 | 4 | 5 | 6 | 7 | 8 | 9 | 10 | Final |
| ------------------------- | ------- | - | - | - | - | - | - | - | - | - | -- | ----- |
| Alemanha (Jentsch)        | Martelo | 0 | 2 | 0 | 2 | 0 | 0 | 0 | 1 | 0 | X  | 5     |
| Estados Unidos (Sinclair) |         | 0 | 0 | 1 | 0 | 1 | 2 | 1 | 0 | 2 | X  | 7     |

| Pista B             | LSFE    | 1 | 2 | 3 | 4 | 5 | 6 | 7 | 8 | 9 | 10 | 11 | Final |
| ------------------- | ------- | - | - | - | - | - | - | - | - | - | -- | -- | ----- |
| Rússia (Moiseeva)   |         | 0 | 0 | 3 | 0 | 2 | 0 | 1 | 0 | 2 | 0  | 0  | 8     |
| Suécia (Hasselborg) | Martelo | 0 | 1 | 0 | 2 | 0 | 2 | 0 | 1 | 0 | 2  | 1  | 9     |

| Pista C             | LSFE    | 1 | 2 | 3 | 4 | 5 | 6 | 7 | 8 | 9 | 10 | Final |
| ------------------- | ------- | - | - | - | - | - | - | - | - | - | -- | ----- |
| Coreia do Sul (Kim) |         | 3 | 0 | 1 | 0 | 2 | 0 | 1 | 0 | 2 | X  | 9     |
| Japão (Koana)       | Martelo | 0 | 1 | 0 | 2 | 0 | 1 | 0 | 1 | 0 | X  | 5     |

| Pista D          | LSFE    | 1 | 2 | 3 | 4 | 5 | 6 | 7 | 8 | 9 | 10 | Final |
| ---------------- | ------- | - | - | - | - | - | - | - | - | - | -- | ----- |
| Canadá (Jones)   | Martelo | 2 | 0 | 1 | 2 | 3 | 2 | 0 | 4 | X | X  | 14    |
| Itália (Gaspari) |         | 0 | 3 | 0 | 0 | 0 | 0 | 3 | 0 | X | X  | 6     |

Décima-oitava rodada
Sexta-feira, 23 de março, 09:00
| Pista A        | LSFE    | 1 | 2 | 3 | 4 | 5 | 6 | 7 | 8 | 9 | 10 | Final |
| -------------- | ------- | - | - | - | - | - | - | - | - | - | -- | ----- |
| Japão (Koana)  | Martelo | 0 | 1 | 0 | 1 | 0 | 0 | 1 | 1 | 1 | X  | 5     |
| Canadá (Jones) |         | 1 | 0 | 3 | 0 | 2 | 2 | 0 | 0 | 0 | X  | 8     |

| Pista B            | LSFE    | 1 | 2 | 3 | 4 | 5 | 6 | 7 | 8 | 9 | 10 | Final |
| ------------------ | ------- | - | - | - | - | - | - | - | - | - | -- | ----- |
| Alemanha (Jentsch) |         | 0 | 2 | 2 | 0 | 0 | 3 | 0 | 3 | 0 | X  | 10    |
| Suíça (Feltscher)  | Martelo | 1 | 0 | 0 | 0 | 3 | 0 | 1 | 0 | 1 | X  | 6     |

| Pista C            | LSFE    | 1 | 2 | 3 | 4 | 5 | 6 | 7 | 8 | 9 | 10 | Final |
| ------------------ | ------- | - | - | - | - | - | - | - | - | - | -- | ----- |
| Dinamarca (Jensen) | Martelo | 3 | 0 | 1 | 0 | 1 | 0 | 1 | 0 | 2 | 1  | 9     |
| China (Jiang)      |         | 0 | 3 | 0 | 1 | 0 | 2 | 0 | 4 | 0 | 0  | 10    |

| Pista D                   | LSFE    | 1 | 2 | 3 | 4 | 5 | 6 | 7 | 8 | 9 | 10 | Final |
| ------------------------- | ------- | - | - | - | - | - | - | - | - | - | -- | ----- |
| Estados Unidos (Sinclair) | Martelo | 0 | 2 | 0 | 1 | 0 | 1 | 0 | 2 | 0 | 0  | 6     |
| Chéquia (Kubešková)       |         | 0 | 0 | 2 | 0 | 2 | 0 | 1 | 0 | 1 | 2  | 8     |

Décima-nona rodada
Sexta-feira, 23 de março, 14:00
| Pista A           | LSFE    | 1 | 2 | 3 | 4 | 5 | 6 | 7 | 8 | 9 | 10 | Final |
| ----------------- | ------- | - | - | - | - | - | - | - | - | - | -- | ----- |
| Itália (Gaspari)  | Martelo | 0 | 1 | 0 | 0 | 1 | 1 | 2 | 0 | 1 | 0  | 6     |
| Suíça (Feltscher) |         | 1 | 0 | 1 | 1 | 0 | 0 | 0 | 3 | 0 | 1  | 7     |

| Pista B            | LSFE    | 1 | 2 | 3 | 4 | 5 | 6 | 7 | 8 | 9 | 10 | Final |
| ------------------ | ------- | - | - | - | - | - | - | - | - | - | -- | ----- |
| Chéquia (Plíšková) |         | 0 | 2 | 0 | 1 | 0 | 1 | 0 | 1 | 0 | 0  | 5     |
| Japão (Koana)      | Martelo | 1 | 0 | 2 | 0 | 2 | 0 | 1 | 0 | 0 | 1  | 7     |

| Pista C             | LSFE    | 1 | 2 | 3 | 4 | 5 | 6 | 7 | 8 | 9 | 10 | Final |
| ------------------- | ------- | - | - | - | - | - | - | - | - | - | -- | ----- |
| Escócia (Fleming)   |         | 1 | 3 | 0 | 0 | 2 | 0 | 0 | 0 | 0 | 2  | 8     |
| Suécia (Hasselborg) | Martelo | 0 | 0 | 0 | 2 | 0 | 0 | 2 | 0 | 1 | 0  | 5     |

| Pista D             | LSFE    | 1 | 2 | 3 | 4 | 5 | 6 | 7 | 8 | 9 | 10 | 11 | Final |
| ------------------- | ------- | - | - | - | - | - | - | - | - | - | -- | -- | ----- |
| Coreia do Sul (Kim) | Martelo | 0 | 0 | 0 | 1 | 0 | 0 | 2 | 1 | 1 | 2  | 1  | 8     |
| Rússia (Moiseeva)   |         | 0 | 1 | 1 | 0 | 3 | 2 | 0 | 0 | 0 | 0  | 0  | 7     |

Vigésima rodada
Sexta-feira, 23 de março, 19:00
| Pista A            | LSFE    | 1 | 2 | 3 | 4 | 5 | 6 | 7 | 8 | 9 | 10 | Final |
| ------------------ | ------- | - | - | - | - | - | - | - | - | - | -- | ----- |
| Dinamarca (Jensen) |         | 0 | 0 | 2 | 0 | 0 | 0 | 3 | 0 | 0 | X  | 5     |
| Rússia (Moiseeva)  | Martelo | 0 | 1 | 0 | 1 | 2 | 2 | 0 | 2 | 2 | X  | 10    |

| Pista B             | LSFE    | 1 | 2 | 3 | 4 | 5 | 6 | 7 | 8 | 9 | 10 | 11 | Final |
| ------------------- | ------- | - | - | - | - | - | - | - | - | - | -- | -- | ----- |
| Coreia do Sul (Kim) | Martelo | 0 | 1 | 0 | 2 | 0 | 0 | 0 | 0 | 1 | 1  | 0  | 5     |
| Escócia (Fleming)   |         | 0 | 0 | 1 | 0 | 0 | 2 | 1 | 1 | 0 | 0  | 1  | 6     |

| Pista C                   | LSFE    | 1 | 2 | 3 | 4 | 5 | 6 | 7 | 8 | 9 | 10 | Final |
| ------------------------- | ------- | - | - | - | - | - | - | - | - | - | -- | ----- |
| Canadá (Jones)            |         | 0 | 3 | 0 | 0 | 1 | 0 | 0 | 3 | 0 | 1  | 8     |
| Estados Unidos (Sinclair) | Martelo | 1 | 0 | 1 | 0 | 0 | 1 | 1 | 0 | 1 | 0  | 5     |

| Pista D            | LSFE    | 1 | 2 | 3 | 4 | 5 | 6 | 7 | 8 | 9 | 10 | Final |
| ------------------ | ------- | - | - | - | - | - | - | - | - | - | -- | ----- |
| China (Jiang)      | Martelo | 1 | 1 | 1 | 1 | 0 | 0 | 0 | 2 | 0 | 1  | 7     |
| Alemanha (Jentsch) |         | 0 | 0 | 0 | 0 | 0 | 2 | 3 | 0 | 1 | 0  | 6     |

## Fase eliminatória
|  | Fase de qualificação | Fase de qualificação | Fase de qualificação |                |   | Semifinais          | Semifinais          | Semifinais          |                     |   | Final | Final  | Final |
|  |                      |                      |                      |                |   |                     |                     |                     |                     |   |       |        |       |
|  |                      |                      |                      |                |   |                     |                     |                     |                     |   |       |        |       |
|  |                      |                      |                      |                |   |                     |                     |                     |                     |   |       |        |       |
|  |                      | 1                    | Canadá               | 9              |   |                     |                     |                     |                     |   |       |        |       |
|  |                      |                      |                      | 9              |   |                     |                     |                     |                     |   |       |        |       |
|  |                      |                      | 6                    | Estados Unidos | 7 |                     |                     |                     |                     |   |       |        |       |
|  | 3                    | Coreia do Sul        | 6                    | Estados Unidos | 7 | 3                   |                     |                     |                     |   |       |        |       |
|  | 3                    | Coreia do Sul        |                      |                |   | 3                   |                     |                     |                     |   |       |        |       |
|  | 6                    | Estados Unidos       | 10                   |                |   |                     |                     |                     |                     |   |       |        |       |
|  |                      |                      |                      |                |   |                     |                     |                     |                     |   | 1     | Canadá | 7     |
|  |                      |                      | 2                    | Suécia         | 6 |                     |                     |                     |                     |   |       |        |       |
|  |                      |                      |                      |                |   |                     |                     |                     |                     |   |       |        |       |
|  |                      |                      |                      |                |   |                     |                     |                     |                     |   |       |        |       |
|  |                      | 2                    | Suécia               | 7              |   | Decisão do 3º lugar | Decisão do 3º lugar | Decisão do 3º lugar | Decisão do 3º lugar |   |       |        |       |
|  |                      |                      |                      | 7              |   | Decisão do 3º lugar | Decisão do 3º lugar | Decisão do 3º lugar | Decisão do 3º lugar |   |       |        |       |
|  |                      |                      | 4                    | Rússia         | 6 |                     |                     |                     |                     |   |       |        |       |
|  | 4                    | Rússia               | 4                    | Rússia         | 6 | 7                   |                     | 6                   | Estados Unidos      | 5 |       |        |       |
|  | 4                    | Rússia               |                      |                |   | 7                   |                     | 6                   | Estados Unidos      | 5 |       |        |       |
|  | 5                    | Chéquia              | 3                    |                |   |                     |                     |                     |                     |   | 4     | Rússia | 6     |

### Fase de qualificação
Sábado, 24 de março, 09:00
| Equipes                   | LSFE    | 1 | 2 | 3 | 4 | 5 | 6 | 7 | 8 | 9 | 10 | Final |
| ------------------------- | ------- | - | - | - | - | - | - | - | - | - | -- | ----- |
| Coreia do Sul (Kim)       | Martelo | 1 | 0 | 0 | 1 | 0 | 0 | 0 | 1 | 0 | X  | 3     |
| Estados Unidos (Sinclair) |         | 0 | 1 | 0 | 0 | 1 | 0 | 1 | 0 | 7 | X  | 10    |

| Percentuais de jogador(a) | Percentuais de jogador(a) | Percentuais de jogador(a) | Percentuais de jogador(a) |
| Coreia do Sul             | Coreia do Sul             | Estados Unidos            | Estados Unidos            |
| ------------------------- | ------------------------- | ------------------------- | ------------------------- |
| Kim Yeong-mi              | 78%                       | Monica Walker             | 83%                       |
| Kim Seon-yeong            | 82%                       | Vicky Persinger           | 90%                       |
| Kim Kyeong-ae             | 69%                       | Alex Carlson              | 79%                       |
| Kim Eun-jung              | 79%                       | Jamie Sinclair            | 93%                       |
| Total                     | 77%                       | Total                     | 86%                       |

| Equipes             | LSFE    | 1 | 2 | 3 | 4 | 5 | 6 | 7 | 8 | 9 | 10 | Final |
| ------------------- | ------- | - | - | - | - | - | - | - | - | - | -- | ----- |
| Rússia (Moiseeva)   | Martelo | 0 | 0 | 0 | 2 | 1 | 0 | 2 | 1 | 1 | X  | 7     |
| Chéquia (Kubešková) |         | 0 | 0 | 0 | 0 | 0 | 3 | 0 | 0 | 0 | X  | 3     |

| Percentuais de jogador(a) | Percentuais de jogador(a) | Percentuais de jogador(a) | Percentuais de jogador(a) |
| Rússia                    | Rússia                    | Chéquia                   | Chéquia                   |
| ------------------------- | ------------------------- | ------------------------- | ------------------------- |
| Julia Guzieva             | 95%                       | Klara Svatonova           | 94%                       |
| Galina Arsenkina          | 85%                       | Tereza Plišková           | 84%                       |
| Julia Portunova           | 74%                       | Alzbeta Baudyšová         | 78%                       |
| Victoria Moiseeva         | 75%                       | Anna Kubešková            | 65%                       |
| Total                     | 82%                       | Total                     | 80%                       |

### Semifinal 1
Sábado, 24 de março, 14:00
| Equipes             | LSFE    | 1 | 2 | 3 | 4 | 5 | 6 | 7 | 8 | 9 | 10 | Final |
| ------------------- | ------- | - | - | - | - | - | - | - | - | - | -- | ----- |
| Suécia (Hasselborg) | Martelo | 2 | 0 | 0 | 1 | 0 | 2 | 0 | 2 | 0 | 0  | 7     |
| Rússia (Moiseeva)   |         | 0 | 2 | 0 | 0 | 0 | 0 | 1 | 0 | 2 | 1  | 6     |

| Percentuais de jogador(a) | Percentuais de jogador(a) | Percentuais de jogador(a) | Percentuais de jogador(a) |
| Suécia                    | Suécia                    | Rússia                    | Rússia                    |
| ------------------------- | ------------------------- | ------------------------- | ------------------------- |
| Sofia Mabergs             | 91%                       | Julia Guzieva             | 96%                       |
| Agnes Knochenhauer        | 95%                       | Galina Arsenkina          | 80%                       |
| Sara McManus              | 89%                       | Julia Portunova           | 80%                       |
| Anna Hasselborg           | 84%                       | Victoria Moiseeva         | 73%                       |
| Total                     | 90%                       | Total                     | 82%                       |

### Semifinal 2
Sábado, 24 de março, 19:00
| Equipes                   | LSFE    | 1 | 2 | 3 | 4 | 5 | 6 | 7 | 8 | 9 | 10 | Final |
| ------------------------- | ------- | - | - | - | - | - | - | - | - | - | -- | ----- |
| Canadá (Jones)            | Martelo | 3 | 0 | 2 | 0 | 1 | 0 | 1 | 0 | 0 | 2  | 9     |
| Estados Unidos (Sinclair) |         | 0 | 1 | 0 | 1 | 0 | 2 | 0 | 2 | 1 | 0  | 7     |

| Percentuais de jogador(a) | Percentuais de jogador(a) | Percentuais de jogador(a) | Percentuais de jogador(a) |
| Canadá                    | Canadá                    | Estados Unidos            | Estados Unidos            |
| ------------------------- | ------------------------- | ------------------------- | ------------------------- |
| Dawn McEwen               | 89%                       | Monica Walker             | 99%                       |
| Jill Officer              | 88%                       | Vicky Persinger           | 89%                       |
| Kaitlyn Lawes             | 86%                       | Alex Carlson              | 66%                       |
| Jennifer Jones            | 79%                       | Jamie Sinclair            | 69%                       |
| Total                     | 86%                       | Total                     | 81%                       |

### Decisão do terceiro lugar
Domingo, 25 de março, 10:00
| Pista B                   | LSFE    | 1 | 2 | 3 | 4 | 5 | 6 | 7 | 8 | 9 | 10 | Final |
| ------------------------- | ------- | - | - | - | - | - | - | - | - | - | -- | ----- |
| Estados Unidos (Sinclair) |         | 0 | 1 | 0 | 0 | 1 | 1 | 0 | 0 | 2 | 0  | 5     |
| Rússia (Moiseeva)         | Martelo | 0 | 0 | 2 | 0 | 0 | 0 | 0 | 2 | 0 | 2  | 6     |

| Percentuais de jogador(a) | Percentuais de jogador(a) | Percentuais de jogador(a) | Percentuais de jogador(a) |
| Estados Unidos            | Estados Unidos            | Rússia                    | Rússia                    |
| ------------------------- | ------------------------- | ------------------------- | ------------------------- |
| Monica Walker             | 88%                       | Julia Guzieva             | 94%                       |
| Vicky Persinger           | 86%                       | Galina Arsenkina          | 95%                       |
| Alex Carlson              | 90%                       | Julia Portunova           | 84%                       |
| Jamie Sinclair            | 82%                       | Victoria Moiseeva         | 78%                       |
| Total                     | 87%                       | Total                     | 88%                       |

### Final
Domingo, 25 de março, 15:00
| Pista B             | LSFE    | 1 | 2 | 3 | 4 | 5 | 6 | 7 | 8 | 9 | 10 | 11 | Final |
| ------------------- | ------- | - | - | - | - | - | - | - | - | - | -- | -- | ----- |
| Canadá (Jones)      | Martelo | 0 | 0 | 0 | 2 | 0 | 2 | 0 | 0 | 2 | 0  | 1  | 7     |
| Suécia (Hasselborg) |         | 0 | 0 | 0 | 0 | 3 | 0 | 1 | 0 | 0 | 2  | 0  | 6     |

| Percentuais de jogador(a) | Percentuais de jogador(a) | Percentuais de jogador(a) | Percentuais de jogador(a) |
| Canadá                    | Canadá                    | Suécia                    | Suécia                    |
| ------------------------- | ------------------------- | ------------------------- | ------------------------- |
| Dawn McEwen               | 81%                       | Sofia Mabergs             | 93%                       |
| Jill Officer              | 69%                       | Agnes Knochenhauer        | 83%                       |
| Kaitlyn Lawes             | 86%                       | Sara McManus              | 76%                       |
| Jennifer Jones            | 79%                       | Anna Hasselborg           | 82%                       |
| Total                     | 79%                       | Total                     | 84%                       |

| Campeonato Mundial Feminino de Curling de 2018 |
| Canadá                                         |
| ---------------------------------------------- |
| Canadá Campeã (17º título)                     |

## Estatísticas

### Top 5
Após fase classificatória; mínimo 5 partidas
| Primeiros       | %  |
| --------------- | -- |
| Sofia Mabergs   | 91 |
| Monica Walker   | 88 |
| Kim Yeong-mi    | 87 |
| Dawn McEwen     | 86 |
| Klara Svatonova | 86 |

| Segundos           | %  |
| ------------------ | -- |
| Galina Arsenkina   | 90 |
| Agnes Knochenhauer | 90 |
| Jill Officer       | 86 |
| Vicky Persinger    | 86 |
| Kim Seon-yeong     | 84 |

| Terceiros       | %  |
| --------------- | -- |
| Sara McManus    | 88 |
| Kaitlyn Lawes   | 86 |
| Alex Carlson    | 83 |
| Kim Kyeong-ae   | 82 |
| Julia Portunova | 82 |

| Capitãs           | %  |
| ----------------- | -- |
| Anna Hasselborg   | 85 |
| Victoria Moiseeva | 82 |
| Jamie Sinclair    | 81 |
| Jennifer Jones    | 80 |
| Anna Kubešková    | 78 |

### Jogos perfeitos
| Jogadora           | Equipe         | Posição  | Oponente |
| ------------------ | -------------- | -------- | -------- |
| Ezhen Kolchevskaia | Chéquia        | Primeira | Suécia   |
| Kim Yeong-mi       | Coreia do Sul  | Primeira | China    |
| Sofia Mabergs      | Suécia         | Primeira | Alemanha |
| Jill Officer       | Canadá         | Segunda  | Chéquia  |
| Alex Carlson       | Estados Unidos | Terceira | Itália   |

## Premiações
All-Star Team
- Capitã:  Anna Hasselborg
- Terceira:  Sara McManus
- Segunda:  Galina Arsenkina
- Primeira:  Sofia Mabergs

Prêmio Frances Brodie de espírito esportivo
- Jill Officer